# أنيس باركر
أنيس دانيت باركر (بالإنجليزية: Annise Danette Parker) (من مواليد 17 مايو 1956) هي سياسية أمريكية شغلت منصب رئيسة البلدية الحادي والستين لهيوستن، تكساس من عام 2010 حتى عام 2016. كما عملت كعضو كبير في مجلس مدينة هيوستن من 1998 إلى 2003 وكمراقب المدينة من 2004 إلى 2010.
كانت باركر ثاني امرأة رئيسة بلدية لهيوستن (بعد كاثي ويتمير) ، وواحدة من أوائل رؤساء البلديات المثليين علنًا لمدينة أمريكية كبرى حيث كانت هيوستن أكبر مدينة أمريكية الأكثر اكتظاظًا بالسكان قامت بانتخاب رئيس بلدية مثلي بشكل علني حتى انتخاب لوري لايتفوت كرئيسة بلدية شيكاغو في عام 2019.
أصبحت باركر آخر رئيسة بلدية لهيوستن تقتصر مدة عهدتها لعامين بعد موافقة الناخبين على الاقتراح 2 في 3 نوفمبر 2015 والذي مدد فترات رئيس البلدية ومراقب المدينة وأعضاء مجلس المدينة لفترتين مدتهما أربع سنوات.
باركر مثلية الجنس علنا. ودخلت في علاقة غرامية مع امراة أخرى وهي شريكتها كاثي هوبارد معًا منذ عام 1990. وتزوجت الإمراتان في 16 يناير 2014 في بالم سبرينغس، كاليفورنيا. ولديهن طفلان بالتبني معًا بالإضافة إلى صبي في سن المراهقة عرضوا عليه منزلاً واعتبروه ابنًا لهن.

## النشأة والتعليم
ولدت باركر في هيوستن في 17 مايو 1956، ونشأت في مجتمع سبرينغ برانش حيث التحقت بالمدارس العامة. كانت والدتها محاسبة، وكان والدها بالتبني يعمل في الحركة الدولية للصليب الأحمر والهلال الأحمر. وعاشت لفترة وجيزة في ولاية ميسيسيبي وولاية ساوث كارولينا. انتقلت عائلتها إلى موقع بالجيش الأمريكي في مانهايم بألمانيا لمدة عامين في عام 1971 حين كانت باركر في الخامسة عشرة من عمرها. وتطوعت في ألمانيا في منظمة خدمة الشباب للصليب الأحمر وعملت في مكتبة البريد.
كانت باركر أثناء نشأتها خجولة للغاية وعانت من القلق الشديد. حتى أن عائلتها أطلقوا عليها لقب «السلحفاة»، وهي تحتفظ بمجموعة السلاحف اليوم.
بدأت باركر الالتحاق بجامعة رايس ب«منحة الاستحقاق الوطنية» في عام 1974 وعملت في عدة وظائف لدفع تكاليف غرفتها ووجباتها. أسست باركر مجموعة طلابية للمثليات أثناء وجودها في رايس. تخرجت كعضوة في كلية جونز في عام 1978 بدرجة البكالوريوس في الأنثروبولوجيا وعلم النفس وعلم الاجتماع. أكملت باركر في عام 2005 برنامج كلية جون إف كينيدي للحكومة بجامعة هارفارد لكبار المسؤولين التنفيذيين في حكومة الولاية والحكومة المحلية التابع لزمالة القيادة في مؤسسة ديفيد بونيت لمعهد نصرة المثليين (بالإنجليزية: Harvard University's John F. Kennedy School of Government program for Senior Executives in State and Local Government as a David Bohnett Foundation LGBTQ Victory Institute Leadership Fellow).

## الحياة المهنية
عملت باركر في صناعة النفط والغاز كمحللة برمجيات لأكثر من 20 عامًا، بما في ذلك 18 عامًا في «موسباشر إنيرجي»، وذلك قبل أن تشغل منصب مسؤول منتخب. كما شاركت في ملكية إنكلينغز بوكشوب مع شريك تجاري بوكي أندرسون من أواخر الثمانينيات حتى 1997 وعملت كرئيسة لجمعية نيارتاون سيفيك من 1995 إلى 1997. كما كانت رئيسة تجمع هيوستن السياسي للمثليين في عامي 1986 و 1987.
عملت باركر في منظمات غير ربحية في هيوستن بعد تركها لمنصب رئيسة البلدية في عام 2016، ومنها دورها كنائب أول للرئيس وكبير مسؤولي الإستراتيجية لجمعية تنمية المجتمع غير الربحية «بايكرريبلي». تعمل باركر منذ ديسمبر 2017 كمديرة تنفيذية ورئيسة صندوق نصرة المثليين ومعهد القيادة. وهي أيضًا أستاذة في معهد دوير للقادة الجدد في جامعة رايس.
تعمل باركر حاليًا في مجلس إدارة متحف الهولوكوست في هيوستن وشركة غيرلز، والمجالس الاستشارية لحديقة حيوان هيوستن ومركز مونتروز للاستشارات وخدمات مجتمع بيرنغ أوميغا وتريز في هيوستن. وهي تشارك أيضًا في جهود الحفظ التاريخية في هيوستن وحصلت على «جائزة الطوب الطيب» من اتحاد الحفاظ على هيوستن الكبرى لترميمها للممتلكات التاريخية في «آولد سيكثس وارد» (بالإنجليزية: Old Sixth Ward).

### مجلس المدينة
ترشحت باركر دون جدوى في مجلس المدينة المحلي سي في عام 1991 ومرة أخرى في عام 1995، وحصلت على المركز الثالث في الانتخابات الخاصة لمنصب 4 الكبير، وهو المقعد الذي أخلته شيلا جاكسون لي بعد انتخابها في مجلس النواب الأمريكي.
فازت باركر في عام 1997 في انتخابات الإعادة لمقعد 1 الكبير لتصبح أول مسؤول منتخب من مجتمع المثليين في هيوستن. أعيد انتخابها مرتين لنفس المقعد في عامي 1999 و 2001 دون خوض جولة الإعادة. وتم الاعتراف بها بصفتها عضوًا في المجلس على أنها «عضو مجلس العام» من قبل اتحاد ضباط شرطة هيوستن وحصلت على «جائزة المسئول المحلي المنتخب المتميز» من «تكساس ريكرياشونال آند بارك سوسايتي».

### مراقبة المدينة
ٱنتخبت باركر في عام 2003 كمراقبة المدينة. أعيد انتخابها عامي 2005 و 2007 دون معارضة. وحصلت باركر كذلك أيضًا على مقعد لعضو مراقب في مجلس أمناء نظام التقاعد لبلدية هيوستن، وهي المرة الأولى التي يشارك فيها المدير المالي للمدينة في نظام المعاشات التقاعدية.»

### رئيسة بلدية هيوستن

#### انتخابات 2009
أعلنت باركر في عام 2009 ترشحها لمنصب رئيسة بلدية هيوستن في مقطع فيديو تم نشره عبر الإنترنت على موقع حملتها على الإنترنت. تم دعمها من قبل العديد من المنظمات وقامت بحملة على أساس برنامج لتحسين أمن المدينة والكفاءة المالية. من بين الأشخاص الآخرين الذين شاركوا في الترشح لمنصب رئيس البلدية بيتر هويت براون عضو مجلس مدينة هيوستن وروي موراليس عضو مجلس إدارة مدرسة مقاطعة هاريس. تم إقصاؤهم من السباق في 3 نوفمبر 2009. دخلت في انتخابات الإعادة بأكبر عدد من الأصوات لمواجهة المدعي العام السابق لمدينة هيوستن جين لوك التي حصلت على ثاني أكبر عدد من الأصوات. أيدت صحيفة المدينة الرئيسية كلاً من باركر ولوك في الانتخابات العامة.
تمت خلال جولة الإعادة الموافقة على باركر من قبل المنافس السابق بيتر هويت براون. أيدت الصحيفة الرئيسية في المدينة هيوستن كرونيكل باركر على لوك وذلك بناء على تجربتها. تم انتخاب باركر عمدة في 12 ديسمبر 2009 وتولت منصبها في 2 يناير 2010. أصبحت هيوستن أكبر مدينة أمريكية يشغل فيها شخص من مجتمع المثليين بشكل علني منصب رئيس للبلدية. أعلنت باركر بعد الانتخابات أن أهم أولويات إدارتها ستكون تحسين النقل وتحقيق التوازن في ميزانية المدينة واختيار رئيس شرطة جديد.

#### انتخابات 2011
فازت باركر في انتخابات 2011 بفترة ولاية ثانية كرئيسة لبلدية هيوستن بفوزها على فرناندو هيريرا وجاك أوكونور وديف ويلسون وكيفن سيمز وأماندا أولمان دون جولة الإعادة.

#### انتخابات 2013
فازت باركر في نوفمبر 2013 بفترة ولاية ثالثة بصفتها رئيسة لبلدية هيوستن بفوزها بنسبة 57.22% من الأصوات، مما جعل جولة الإعادة غير ضرورية.
خلف سيلفستر تورنر النائب في برلمان الولاية باركر في 2 يناير 2016، والذي أصبح ثاني عمدة أمريكي من أصل أفريقي في المدينة.

#### قانون هيوستن للمساواة في الحقوق
أقر مجلس مدينة هيوستن في 28 مايو 2014 «قانون هيوستن للمساواة في الحقوق» الذي كتبته باركر بأغلبية 11 صوتًا مقابل 6. أقرت رئيسة البلدية باركر أن «هناك حالة طوارئ عامة تتطلب ذلك يصدر المرسوم بشكل نهائي في تاريخ العمل به». قدم معارضو المرسوم في 3 يوليو 2014 حوالي 50,000 توقيع إلى المدينة لإجبار حصول المرسوم على تصويت شعبي.
أعلنت المدينة أن المعارضين كان لديهم 2,022 توقيعًا أقل من 17,269 توقيعًا اللازمة لطرح الأمر للتصويت. رفع معارضو مشروع القانون دعوى قضائية ضد رئيسة البلدية باركر والمدينة في 5 أغسطس 2014. قدم محامو المدينة الذين يدافعون عن مشروع القانون مذكرات استدعاء لخطب قساوسة مسيحيين محليين. دعا محامو القساوسة مذكرات الإحضار إلى الانتقام من المسيحيين لمعارضتهم المرسوم. أكدت باركر أن المحامين الذين تعاملوا مع الدعوى القضائية للمدينة كانوا محامين خارجيين (أي ليسوا موظفين في المدينة) وأنها ومحامي المدينة ديفيد فيلدمان لم يكونوا على علم بأمر الاستدعاء. وجهت باركر محامي المدينة في 29 أكتوبر 2014 لسحب مذكرات الاستدعاء بعد ما وصفته بعض المؤسسات الإخبارية بـ «العاصفة النارية» من الانتقادات بشأن مذكرات الاستدعاء (والتي قالت باركر إنهه قد تم «شيطنتها من الساحل إلى الساحل»). رفع قساوسة المدينة المحلية دعوى حقوق مدنية ضد باركر بعد سحب مذكرات الاستدعاء. تم إلغاء المرسوم لاحقًا من قبل ناخبي هيوستن بهامش تصويت 61% ضد و39% لصالح (61%-39%).

## الحياة الخاصة
باركر مثلية الجنس علنا. ودخلت في علاقة غرامية مع امراة أخرى وهي شريكتها كاثي هوبارد معًا منذ عام 1990. وتزوجت الامرأتان في 16 يناير 2014 في بالم سبرينغز، كاليفورنيا.
ولديهن طفلان بالتبني معًا بالإضافة إلى صبي في سن المراهقة عرضوا عليه منزلاً واعتبروه ابنًا لهن.
تقيم باركر في إيست مونتروز وهي أحد أحياء مدينة هيوستن؛ وعاشت هناك منذ حوالي عام 1991.

## الجوائز والتكريمات
صنفت مجلة كويرتي في يونيو 2020 وفي تكريم للذكرى الخمسين لأول مسيرة فخر المثليين باركر من بين الخمسين بطلاً ممن «يقودون الأمة نحو المساواة والقبول والكرامة لجميع الناس».